# Flora e fauna antartica

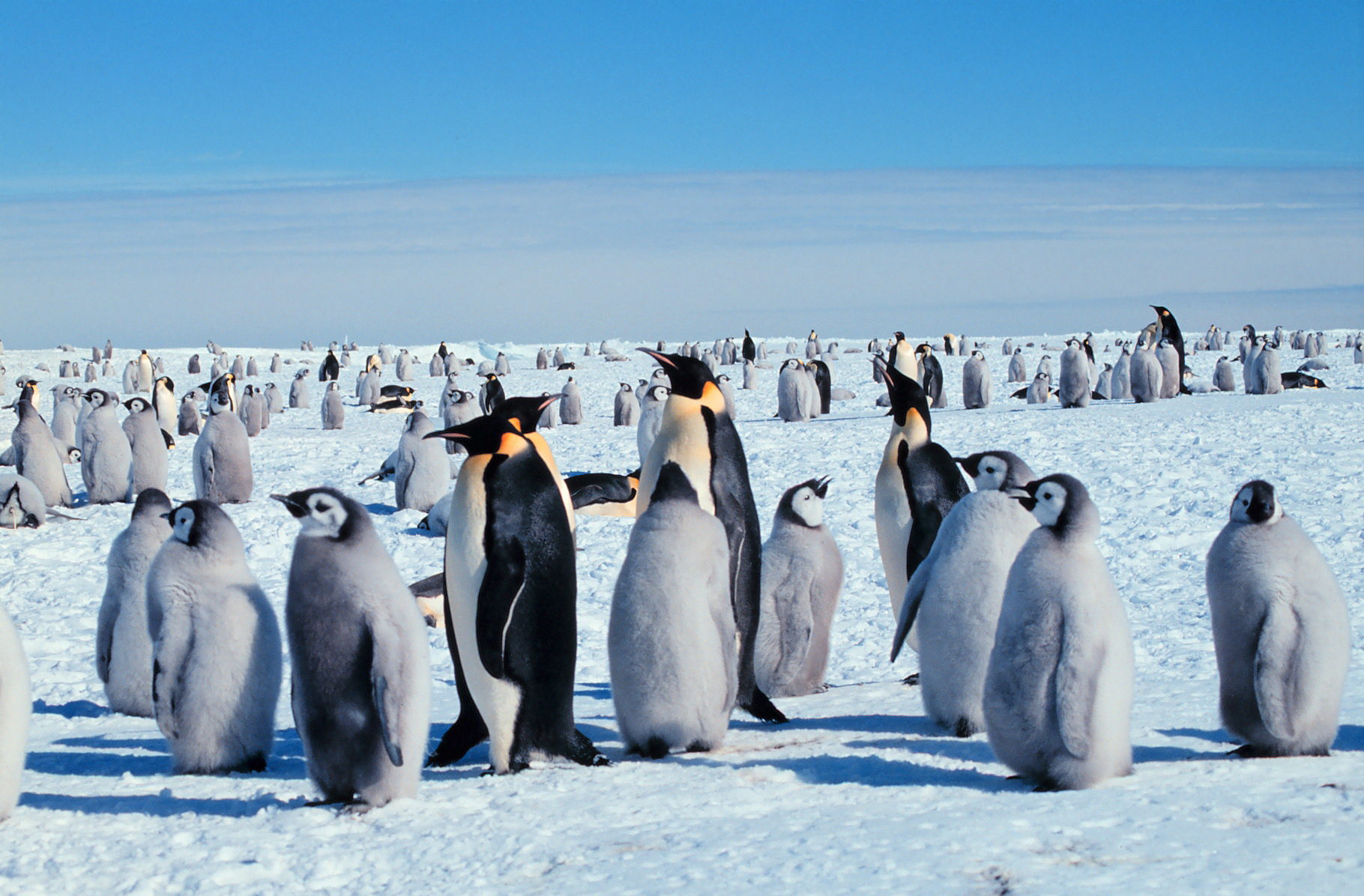
Il pinguino imperatore (Aptenodytes forsteri) è l'unica specie animale ad allevare i propri piccoli nel continente antartico durante l'inverno.

La flora e fauna dell'Antartide è caratterizzata per lo più da organismi estremofili, dovendo essa adattarsi alla siccità, alle rigidissime temperature ed alle altre esposizioni naturali comuni nel continente antartico. Il clima antartico estremo della zona più interna si contrappone alle condizioni relativamente miti esistenti sulla penisola antartica e sulle isole antartiche e sub-antartiche le quali hanno temperature più calde ed acqua non ancora allo stato solido. Gran parte del mare esistente in tutto il territorio del continente è costituito da ghiaccio marino, oltre al ghiacciaio continentale; gli oceani stessi si trovano ad essere un ambiente più stabile per la vita, sia lungo le correnti verso la superficie che sul fondale marino.

## Descrizione
Vi è relativamente poca biodiversità in Antartide, rispetto alla gran parte del resto del mondo. Gli uccelli che volano nidificano sulle coste più miti della penisola e degli isolotti sub-antartici; ben otto specie di pinguini (uccelli incapaci di volare) abitano l'intero continente e le sue isole. Essi condividono queste aree con sette specie di pinnipedi, mentre l'oceano antartico ospita dieci specie di cetacei, molti dei quali migratori.
Vi sono molto pochi invertebrati terrestri, anche se le specie che vi abitano hanno un'alta densità di popolazione; nel mare vive il krill antartico il quale forma densi sciami che si diffondono durante l'estate. Esistono comunità di animali anche nella zona bentonica, la regione ecologica al livello più basso di un qualsiasi corso d'acqua, vengono pertanto denominati benthos, compresi i crostacei e i policheti.
Oltre mille specie di funghi sono stati trovati attorno all'ecozona antartica, le maggiori limitate alle isole sub-antartiche ma la maggior parte di origini terrestri. Le piante sono altrettanto limitate per lo più alle isole e al bordo occidentale della penisola; alcuni muschi e licheni tuttavia si possono trovare anche in ambiente asciutto. Una notevole varietà di alghe possono essere rinvenute in giro per l'Antartide, soprattutto fitoplancton, che sono alla base di molte delle catene alimentari del continente bianco.
L'attività umana ha causato l'introduzione di alcune specie naturalizzate, che hanno presto preso piede nella zona, minacciando la fauna selvatica. Una storica abitudine di sovrapesca e la caccia ha lasciato molte specie con numeri assai ridotti, fino al punto d'esser considerate specie a rischio d'estinzione. L'inquinamento, la distruzione degli habitat naturali, ed il cambiamento climatico pongono in atto gravi rischi per l'ambiente. Il Trattato Antartico è un accordo internazionale che mira a preservare l'Antartide come luogo di ricerca, venendo in tal maniera utilizzate misure per regolamentare l'attività umana nell'intero territorio antartico (vedi trasporti in Antartide e basi scientifiche in Antartide).

### Condizioni ambientali
Circa il 98% dell'Antartide continentale è coperta di ghiaccio fino a 4,7 km (2,9 miglia) di spessore; questi deserti di ghiaccio hanno temperature molto basse, elevata radiazione solare, e rappresentano una condizione di estrema siccità. Qualsiasi precipitazione di solito cade come neve, e si limita ad una banda di circa 300 chilometri (186 mi) dalla costa. Alcune aree ricevono un minimo di 50 millimetri di precipitazioni all'anno. La temperatura più bassa registrata sulla Terra era -89,4 °C (-128,9 °F) registrata nella stazione di Vostok sul Plateau Antartico. I microrganismi che sopravvivono in Antartide sono spesso estremofili.
L'interno secco del continente è climaticamente differente dall'occidentale Penisola Antartica e dalle isole subantartiche. La penisola e le isole sono molto più abitabili, alcune zone della penisola possono ricevere 900 millimetri di precipitazioni all'anno, di cui la maggioranza composta da pioggia, e il nord penisola è l'unica area sulla terraferma, dove si prevedono temperature che possono salite anche al di sopra di 0 °C in estate. Le isole subantartiche hanno una temperatura più mite e più acqua, e così sono più favorevoli alla vita.
La temperatura della superficie del Sud Oceanico varia molto poco, che va da 1 °C a 1,8 °C (35,2 °F). Durante l'estate il ghiaccio marino si estende su 4.000.000 chilometri quadrati (1.500.000 m²) in mezzo all'oceano. La piattaforma continentale che circonda il continente è di 60 chilometri (37 miglia) - 240 km (149 miglia) di larghezza. La profondità del fondo marino in questa zona varia da 50 a 800 metri, con una media di 500 metri. Dopo il ripiano costituito dalla scarpata continentale questa scende verso pianure abissali a 3.500 metri - 5.000 metri di profondità. In tutte queste aree il 90% del fondo marino è costituito da sedimenti morbidi, come sabbia, fango, e ghiaia.

### Flora
Le condizioni climatiche e la povertà del suolo sono fattori limitanti per lo sviluppo della vegetazione. Gran parte del suolo è coperto da ghiaccio per tutto l'anno e questo rende inaccessibile il suolo alle piante oltre a limitare la quantità di luce che arriva sul terreno. Tuttavia le zone più settentrionali presentano uno spessore di ghiaccio ridotto che in estate (durante la quale le ore di luce giornaliere sono oltre 20) fonde completamente rendendo disponibile un substrato illuminato per la crescita delle piante. In inverno invece le ore di luce si riducono, lo spessore di ghiaccio cresce ricoprendo la flora (la specie che raggiunge l'altezza maggiore è Deschampsia antarctica che non supera i 15 cm).
Il suolo inoltre è molto povero e minerale a causa della poca biomassa vegetale disponibile per la creazione di eventuale humus.
Queste condizioni si vanno a sommare alle avversità tipiche dell'ambiente costiero da un lato (alta salinità, forti venti e spiccata erosione ad opera di acqua e vento) e del deserto polare dall'altro (precipitazioni quasi nulle, forti venti, bassa umidità atmosferica) in un gradiente che va da condizioni tendenzialmente più favorevoli sulle coste e a latitudini inferiori a 70° fino a condizioni inospitali nell'entroterra in cui il numero di specie rilevate è di qualche unità o 0.
L'ambiente marino nella provincia settentrionale conta 100-115 specie di muschi, 350 specie di licheni, 27 specie di epatiche e 2 specie di fanerogame (in particolare angiosperme).
L'ambiente marino nella provincia meridionale conta 40-50 specie di muschi, 120 specie di licheni, 2 specie di epatiche e 2 specie di fanerogame (angiosperme).
Mentre la parte continentale presenta una più bassa biodiversità: 20-30 specie di muschi, 90 specie di licheni, 1 specie di epatica.

Inoltre sono presenti 700 specie di alghe terrestri e acquatiche.
Tra le specie di muschio endemiche dell'Antartide nominiamo Grimmia antarctici, Schistidium antarctici e Syntrichia lithophila .
Le uniche piante angiosperme che crescono in Antartide sono la graminacea Deschampsia antarctica e la cariofillacea Colobanthus quitensis.
Le attività umane hanno permesso l'ingresso di un'altra angiosperma: Poa annua L., specie cosmopolita invasiva che si insinua in habitat disturbati dall'uomo.

## Fauna
Almeno 235 specie marine si trovano sia in Antartide che nell'Artico, di dimensioni variabili che vanno dalle balene ed uccelli alle piccole lumache marine, i cetrioli di mare, e i vermi limicoli. I grandi animali spesso migrano tra i due, e gli animali più piccoli dovrebbero essere in grado di diffondersi attraverso correnti sottomarine. Gli animali antartici sono adattati per ridurre la perdita di calore.
I deserti freddi dell'Antartide vengono perciò ad avere alcune delle specie faunistiche meno diverse del mondo. I vertebrati terrestri sono limitati alle isole sub-antartiche, e anche allora sono in numero limitato. L'Antartide, comprese le isole subantartiche, non ha i mammiferi completamente terrestri naturali, i rettili e gli anfibi. L'attività umana ha però portato all'introduzione in alcune zone della specie straniere, come i ratti, topi, polli, conigli, gatti, maiali, pecore, bovini, renne, e vari tipi di pesci.
Gli invertebrati, come alcune specie di coleotteri, sono state anch'esse introdotte.
Le comunità di bentonici del fondo marino sono diverse e dense, con un massimo di 155.000 animali trovati in 1 metro quadrato (10.8 sq ft). Poiché l'ambiente del fondale marino è molto simile in tutto l'Antartico, centinaia di specie si possono rinvenire tutto intorno la terraferma, che è una grande unica area di distribuzione per una grande comunità del genere. Il gigantismo abissale è comune fra questi animali .

### Uccelli
Le coste rocciose dell'Antartide continentale e le sue isole offrono spazio per la nidificazione di oltre 100 milioni di uccelli ogni primavera. Questi comprendono specie di albatri, procellarie, skua (stercorari), gabbiani e sterne. Il pipit insettivoro (Anthus antartictus) è endemico della Georgia del Sud e di alcune piccole isole circostanti; anche anatre d'acqua dolce abitano la Georgia del Sud e Kerguelen.
I pinguini sono tutti situati nell'emisfero australe, con la maggiore concentrazione che si trova su e intorno l'Antartide. Quattro delle 18 specie di pinguini vivono e si riproducono sul continente e le sue isole vicine; mentre altre quattro specie vivono sulle isole subantartiche. Il pinguino imperatore possiede quattro strati sovrapposti di piume, atti a mantenerli al caldo: sono l'unico animale antartico che si riproduce durante l'inverno.